# الركيبات (آيت حمو)
الركيبات هي إحدى مشيخات المملكة المغربية، تتبع جغرافيا لإقليم الرحامنة وإداريًا لآيت حمو. يقدر عدد سكانها بـ 4802 نسمة حسب الإحصاء الرسمي للسكان والسكنى لسنة 2004.